# درک دیگبی
درک دیگبی (انگلیسی: Derek Digby; ۱۴ مارس ۱۹۳۱ – ۲۷ سپتامبر ۲۰۰۵) بازیکن فوتبال اهل بریتانیا بود.
از باشگاه‌هایی که در آن بازی کرده‌است می‌توان به باشگاه فوتبال اکستر سیتی و باشگاه فوتبال ساوت‌همپتون اشاره کرد.